# Leonardo Basile
Leonardo Basile, né le 12 mai 1983 est un taekwondoïste italien.

## Palmarès

### Championnats d'Europe
- Médaille d'or des +87 kg du Championnat d'Europe 2012 à Manchester, (Royaume-Uni)
- Médaille de bronze des +84 kg du Championnat d'Europe 2008 à Rome, (Italie)
- Médaille de bronze des +84 kg du Championnat d'Europe 2006 à Bonn, (Allemagne)
- Médaille de bronze des +84 kg du Championnat d'Europe 2005 à Riga, (Lettonie)